# Lalitaditya

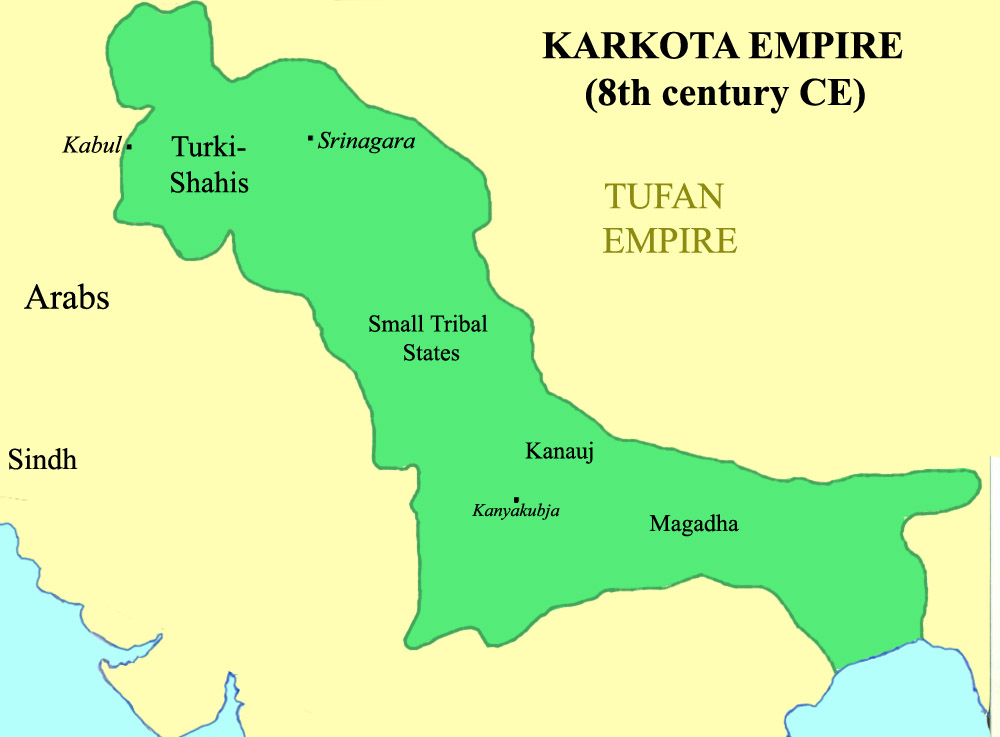
Mögliche Ausdehnung des Karkota-Reichs zur Zeit Lalitadityas

Lalitaditya-Muktapida (reg. ca. 723–760) war ein in der Stadt Parihaspur residierender König von Kaschmir aus der Karkota-Dynastie, der dauerhaft wahrscheinlich noch den Panjab und Ost-Afghanistan kontrollierte. Seine Biografie beruht auf den – in vieler Hinsicht umstrittenen – Angaben des ca. 400 Jahre später lebenden Chronisten Kalhana.

## Biografie
Lalitaditya wehrte die Araber von Sindh ab, drückte um das Jahr 733 den Kunstdichtungsförderer Yasovarman von Kannauj auf den Rang eines Vasallen herab und besiegte auch den König Jivitagupta II. von Bihar und Bengalen. Danach drang er weit auf den mittelindischen Dekkan vor, um aus den dortigen Auseinandersetzungen (Thronstreit bei den Rashtrakuta um 736) seinen Vorteil zu ziehen. Um 747 musste er aber nach Kaschmir zurückkehren, um die Tibeter und Tang-Chinesen zurückzuhalten. Dabei soll er bis ins Tarimbecken und an die Grenze der Mongolei vorgedrungen sein. Als jedoch seine Armee bei heftigem Schneefall erfror, beging er angesichts dessen Suizid durch Selbstverbrennung.